# Physochlaina physaloides
Physochlaina physaloides är en potatisväxtart som först beskrevs av Carl von Linné, och fick sitt nu gällande namn av George Don jr. Physochlaina physaloides ingår i släktet vårbolmörter, och familjen potatisväxter. Inga underarter finns listade i Catalogue of Life.